# Elżbieta von Gutmann
Elisabeth von Gutmann (ur. 6 stycznia 1875 w Wiedniu, zm. 28 września 1947 w Vitznau) – austriacka arystokratka pochodzenia żydowskiego oraz poprzez małżeństwo księżna Liechtensteinu.
Była córką Wilhelma Isaka Wofa, Ritter von Gutmann (żydowskiego przedsiębiorcy, który w 1878 przyjął nobilitację z rąk cesarza Franciszka Józefa I) i jego drugiej żony Idy Wodianer. W styczniu 1899 przyjęła chrzest katolicki.
1 lutego 1899 poślubiła węgierskiego barona Gezę Erösa de Bethlenfalvę. Para nie miała dzieci.
22 lipca 1929 w Wiedniu zawarła drugie małżeństwo z księciem Liechtensteinu – Franciszkiem I. Również z tego związku nie miała dzieci.
Została pochowana w Katedrze św. Floryna w Vaduz (wówczas kościele parafialnym).